# Wojciech Skowroński
Wojciech Skowroński (ur. 11 lipca 1941 w Warszawie, zm. 17 stycznia 2002 w Poznaniu) – polski pianista, wokalista, aranżer, kompozytor. Oprócz własnego repertuaru wykonywał standardy muzyki bluesowej i przeboje rockandrollowe.

## Życiorys
Ukończył Średnią Szkołę Muzyczną w klasie klarnetu, studiował na Akademii Muzycznej w Poznaniu. W 1962 roku był pianistą dixielandowej grupy Storyville Jazz Band, a w 1963 r. został finalistą II Ogólnopolskiego Festiwalu Młodych Talentów w Szczecinie i w efekcie przez kilka miesięcy był członkiem zespołu Czerwono-Czarni. W latach 1966–1967 współpracował z poznańskimi Bardami, z którymi zajął I miejsce na Ogólnopolskim Przeglądzie Zespołów Instrumentalnych, Wokalistów i Piosenkarzy. Zespół wystąpił również na imprezach towarzyszących Krajowemu Festiwalowi Piosenki Polskiej Opole '67 oraz w koncercie pt. Nowe Twarze w Polskim Jazzie na MFMJ Jazz Jamboree '67 w Warszawie. 
Od stycznia do maja 1968 roku działało trio Hubertusy, które wraz ze Skowrońskim współtworzyli: Hubert Szymczyński (gitara basowa) i Jerzy Skowronek (perkusja). W marcu zespół wziął udział w V festiwalu Jazz nad Odrą, gdzie liderowi grupy przyznano nagrodę publiczności i I nagrodę w kategorii wokalistów, ex aequo z Marianną Wróblewską.
W latach 1968–1969 współpracował z zespołami: Drumlersi, Nowi Polanie i Grupa ABC Andrzeja Nebeskiego. 
W maju 1969 roku rozstał się z ABC i od tego czasu prowadził własne zespoły: Blues Trio (1969–1972), a następnie Blues & Rock (1972–1976). Trio bluesowe wzięło udział m.in. w II Beat Session w Warszawie, plebiscycie o Złotą Kotwicę Sopockiego Lata 1970 i Karnawałowych Spotkaniach Muzycznych (1971) w drugim roku działalności (1971) zyskując coraz większe powodzenie. Na II Lubelskich Spotkaniach Wokalistów Jazzowych (czerwiec 1971) lider grupy zajął III miejsce i otrzymywał nagrodę dziennikarzy, zaś na II Wielkopolskich Rytmach Młodych w Jarocinie, Blues Trio Wojciecha Skowrońskiego wystąpio jako gwiazda festiwalu.
Wiosną 1972 roku zespół w rozszerzonym składzie i pod nazwą Blues & Rock zadebiutował na Jazz Jamboree. Z tego właśnie występu wykrojono materiał na EP-ę, którą uznano za pierwszą płytę koncertową w historii polskiej muzyki rozrywkowej. Na jej repertuar składały się kompozycje z repertuaru Otisa Spanna (No sence in worrying) i Isaaca Hayesa (Precious, precious - paraphrase).
Ponadto występował m.in. na XI KFPP w Opolu, Częstochowskich Spotkaniach Jazzowych i w Dniach Kultury Polskiej w Berlinie (1973). Zespół kilkukrotnie występował na Lubelskich Spotkaniach Wokalistów Jazzowych, na festiwalu opolskim i wielokrotnie za granicą, m.in. w NRD, Czechosłowacji, RFN, ZSRR, Holandii, Belgii i Francji. Szczyt popularności formacji Blues & Rock przypadł na lata 1973–1974, tj. na okres współpracy z żeńskim triem wokalnym Rock & Blues, którą ten rozpoczął późną jesienią 1972 roku w składzie: Ewa Góra (wł. Górzanka), Krystyna Stolarska i Halina Zielińska. 
W styczniu 1973 roku zespół pianisty, wsparty ww. chórkiem, zarejestrował swą debiutancką płytę długogrającą pt. Blues & Rock, po czym H. Zielińśką zastąpiła na stałe Teresa Głowacka. W 1973 roku grupa wystąpiła także w niemieckim programie telewizyjnym TV Rund. Przez kilka lat działalności wylansowała takie przeboje jak m.in.: Kominiarz Johnny, Gdybyś miał dwa życia, Ludzie, coś mi tutaj nie gra, Blues to zawsze blues jest (II nagroda w kategorii "Interpretacje" na XI KFPP Opole'73), Alabama, czy Ja to się cieszę byle czym. Przez Trio Bluesowe Wojciecha Skowrońskiego, jak i przez Blues & Rock przewinęli się: basiści: Kazimierz Plewiński i Andrzej Iskra; perkusiści: Andrzej Nackoski, Piotr Janton, Przemysław Lisiecki, a także Maciej Winiewicz, elektroakustyk, grający w zespole na harmonijce ustnej oraz instrumentach perkusyjnych. Latem 1973 roku do zespołu pianisty dołączył gitarzysta Edmund Klaus.

Wojtka nie są w stanie opisać żadne słowa. Nawet jego płyty są tylko bladym odbiciem tego, co działo się na koncertach. Potrafił dosłownie doprowadzić do czerwoności i wspólnej ekstazy każdą publiczność. To było po prostu niesamowite i nie znam innego muzyka, który mógłby Mu w tym dorównać. Był nie tylko świetnym pianistą i wokalistą – był przy tym prawdziwym showmanem, który zarażał wszystkich dookoła swoją muzyką, jeśli tylko stał przy nim jakiś fortepian. Co ciekawe, tworzywem którym zarażał wcale nie były Jego popularne piosenki, był nim blues, a zwłaszcza jedna z jego odmian – boogie-woogie. Jego improwizacje porywały – żywiołowością, pomysłowością, wirtuozerią i naturalnym czuciem bluesa. Takich rzeczy nie można się nauczyć – trzeba je mieć we krwi. Mieliśmy w osobie Wojtka jednego z najwspanialszych bluesmanów, jakich wydała polska ziemia

Jesienią i w grudniu 1974 roku nastąpiły kolejne zmiany personalne i w skład zespołu Blues & Rock weszli: Eugeniusz Orlicki (gitara basowa) i Eryk Kulm, którego po trzech miesiącach zastąpił na stałe Waldemar Majewski (perkusja). 
W tym składzie, lider ze swoją grupą wystąpił w poznańskiej telewizji, zaś w latach 1975–1976 współpracował z łódzką orkiestrą Karola Nicze, czego efektem była wspólna, roczna trasa zatytułowana Kontrasty i porównania. W kwietniu 1976 roku Blues & Rock wystąpił na Międzynarodowej Wiośnie Estradowej, a w maju zarejestrował drugi album pt. Wojciech Skowroński. Latem 1976 roku, pianista rozwiązał zespół z myślą o trzyletniej przerwie. Wiosną 1979 roku powrócił na estradę wraz z Przemysławem Lisieckim oraz z udziałem nowych muzyków, tj. Andrzeja Rogala (gitara) i Marka Wojciechowskiego (gitara basowa), reaktywował swój zespół pod nazwą New Blues & Rock, lecz był to trudny okres dla gatunku muzycznego, który muzycy wykonywali, co w efekcie zawęziło jego działalność koncertową do rzadkich krajowych występów podczas tras koncertowych po kraju i w klubach studenckich oraz do ostatecznego zakończenia działalności nowego Blues & Rocka jesienią 1979 roku. Na początku lat 80. pianista wyjeżdżał za granicę z zespołami: Woytek S. Band i Wojtek S. Trio w których wraz z nim występowali: ponownie Przemysław Lisiecki (perkusja) i jego brat Wojciech Lisiecki (gitara basowa). 
W 1984 roku założył kolejny zespół Wojtek S. Boogie Man, w którego skład wchodzili: gitarzysta Tomasz Dziubiński i P. Lisiecki. W 1985 roku muzycy zarejestrowali materiał na płytę Fortepian i ja i promowali go jeżdżąc z koncertami po kraju, zaś po zakończeniu tournée, miejsce Lisieckiego za zestawem perkusyjnym zajął Wiesław Lustyk.

W kwietniu 1985 roku Wojciech Skowroński reaktywuje swoje trio z moim udziałem na gitarach akustycznej i elektrycznej i Przemkiem Lisieckim ma perkusji. Prawie codzienne próby nad nową płytą Wojtka odbywały się u niego w domu w przy ulicy Szelągowskiej. Razem z Wojtkiem wpadliśmy na pomysł, żeby tym razem zrezygnować z gitary basowej lub kontrabasu. W stylu boogie-woogie najważniejsza jest lewa ręka fortepianu oraz grube struny gitary a gitara basowa zaciemniała by to brzmienie. Znakomity efekt tego posunięcia jest słyszalny na płycie. W miesiącu maju był już gotowy prawie cały materiał na płytę Wojtka Fortepian i Ja na razie jeszcze bez tekstów piosenek. Nagrań wstępnych dokonał Andrzej Modrzejewski u Wojtka w domu. Wojtek śpiewa całą płytę tzw. skatem, czyli akcentując sylaby bez konkretnych słów a był w tym nieporównywalnym mistrzem. Dzisiaj śpiew taki można porównać z amerykańskim rap’em... Płyta Fortepian i Ja została nagrana w grudniu 1985 w studio Giełda w Poznaniu. Była to pierwsza płyta w stylu boogie-woogie w Polsce... W dalszym ciągu uważam Wojtka Skowrońskiego za artystę formatu światowego, któremu i dziś jeszcze niewielu może dorównać. Wystarczy tutaj za wszystko recenzja naszej płyty Fortepian i Ja wybitnego pianisty i wykładowcy Piotra Kałużnego. Jako człowiek był niezwykle koleżeński, bez nałogów i niesamowicie pracowity. Ćwiczyliśmy całymi dniami różne obiegniki unisono (fortepian z gitarą) ciesząc się muzyką. Dzisiaj mamy wielu pianistów kontynuujących ten styl jak Maciej Markiewicz czy Michał Cholewiński, dla których nasza płyta była i pozostanie inspiracją

W latach 1986–1988 zespół pianisty pod nazwą Woytek Band, wziął udział w imprezie Old Rock Meeting A.D. 1986, której organizatorem był Franciszek Walicki. Wystąpił też na żywo w Studio HI-FI – koncert był emitowany przez TVP (wrzesień 1986). 
W nowym składzie, m.in. z gitarzystą Lechem Niedźwiedzińskim, grupa dokończyła rejestrację albumu pt. Jak się bawisz? (1987), zaś w 1988 roku wystąpiła w Domu Muzyki i Tańca w Zabrzu w programie pt. Gwiazdy Mocnego Uderzenia (koncert był emitowany przez TVP). W ciągu kolejnych lat działalności, poznański muzyk dokonał licznych nagrań archiwalnych dla Polskiego Radia – solowych i z orkiestrą Alex Band – Aleksandra Maliszewskiego; 
z orkiestrą Jerzego Miliana i orkiestrą Andrzeja Trzaskowskiego. Pod koniec 1990 roku poważnie zachorował, co zmusiło go do zakończenia działalności koncertowej i rozwiązania zespołu Woytek Band.
Zmarł 17 stycznia 2002 roku po ciężkiej chorobie, której przyczyną był nowotwór krtani i płuc. 
Został pochowany na Cmentarzu Junikowo w Poznaniu.

## Dyskografia solowa

### Albumy
- 1973: Blues & Rock (LP i MC, Polskie Nagrania)
- 1976: Wojciech Skowroński (LP, Pronit)
- 1985: Fortepian i ja (LP, PolJazz; CD i MC, AM Music; CD, Annex)
- 1988: Jak się bawisz? (LP, Wifon; MC, Polmark)

### Kompilacje
- 1972: Dyskoteka (5): Kominiarz Johnny / Gdybyś miał dwa życia (LP, Polskie Nagrania)
- 1975: Dyskoteka (8): Ja to się cieszę byle czym (LP, Pronit)
- 1976: Premiery Opole’76: Stary Dobry Rock And Roll (LP, Polskie Nagrania)
- 1985: Alex Band i Przyjaciele: Muzyka z twoich płyt (LP, Wifon)
- 1986/1991/2006: Old Rock Meeting A. D. 1986: Moje ABC / Lecz głupiego życia żal (2 LP, PolJazz, CD, Intersounus, 2 CD, Metal Mind Productions)
- 1987: Czy nas jeszcze pamiętasz? Old Rock Meeting Vol. 2: Moje ABC (LP, Polskie Nagrania)
- 1999: Alex Band – Gold: Poczułem bluesa (CD, Koch International)[8]
- 2000/2002: Blues & Rock (CD i MC, Yesterday)
- 2004: Jerzy Wasowski - Da się lubić: Blues to zawsze blues jest (CD, EMI Music Poland)
- 2004: Piosenki Aleksandra Maliszewskiego: Poczułem bluesa (CD, Alex Music Production)[9][10]
- 2006 : Wojciech Skowroński - Od piosenki do piosenki (CD, Polskie Radio)
- 2007: Polish Funk 2: Do tych dni, kolorowych dni / Blues And Rock (CD, Polskie Nagrania)
- 2009: 40 Przebojów, Lata 70-te: Rock and rolla każdy zna / Ja to się cieszę byle czym (CD, Polskie Nagrania)
- 2009: Antologia Polskiego Bluesa vol. 2: Szósta rano w trasie (nagranie radiowe z 1975) (CD, 4 Ever Music)
- 2012: Marek Niedźwiecki poleca - Z archiwum Polskiego Big Beatu: Blues to zawsze blues jest / Równy był gość (CD, Polskie Radio)[11]
- 2013: Wojciech Skowroński - Gwiazdy Polskiego Big Beatu (CD, Polskie Nagrania)
- 2017: Trochę żal (nagrania radiowe z lat 1970–1973) (Kameleon Records)
- 2019: Blues to zawsze blues jest (nagrania koncertowe z lat 1970–1974) (Kameleon Records)
- 2020: Rock and roll i ja (nagrania radiowe z lat 1973–1979) (Kameleon Records)
- 2022: Za jasną rzeką (nagrania koncertowe z lat 1971–1979) (Kameleon Records)
- 2025: 100% Live: On Stage & In The Studio 1983–1985 (Kameleon Records)[12]

### Single i Czwórki
- 1970: Blues Trio Wojciecha Skowrońskiego (EP, Polskie Nagrania)
- 1972: Blues & Rock, Wojciech Skowroński (EP, Polskie Nagrania)
- 1973: Trochę żal / Ludzie coś mi tutaj nie gra (SP, Polskie Nagrania)
- 1974: Ja to się cieszę byle czym / Miałem sen (SP, Polskie Nagrania)
- 1976: Rock and roll i ja / Cały świat jaśnieje (SP, Polskie Nagrania)
- 1976: Kiedy świat jest więcej wart / Rock and roll i ja (SP, Tonpress)

### Pocztówki dźwiękowe
- 1972: Kominiarz Johnny / Równy był gość (Pocztówka, Ruch R-0068)
- 1972: Blues to zawsze blues jest (Pocztówka, Ruch R-0175)
- 1973: Ludzie coś mi tutaj nie gra (Pocztówka, R-0190)
- 1974: Ja to się cieszę byle czym (Pocztówka, Ruch R-0561)
- 1974: Miałem sen (Pocztówka, Ruch R-0234)
- 1975: Zawsze znajdziesz sposób (Pocztówka, Ruch R-0454)
- 1979: Być we dwoje to dobre, lecz (Pocztówka, Ruch R-0776 – kompilacja)
- 1979: W dobrym tonie / A przecież taki był (Pocztówka, Ruch R-0801)

### Nagrania radiowe i telewizyjne
- PR Warszawa, PR Poznań, PR Katowice, Telewizja Polska – studyjne[3][6]: Trochę żal (10.1970), Za rok (10.1970), Miałem sen (10.1970), Nas trzech (10.1970), Alleluja, przecież kocham ją (09.1971 – wersja telewizyjna), Georgia On My Mind (09.1971), Kasztanowe marzenia (11.1971), Alleluja, przecież kocham ją (1971), Wołaj, czekaj, wspomnij szukaj (01.1972), Gdybyś miał dwa życia (01.1972), Kominiarz Johnny (03.1972 – wersja telewizyjna), Równy był gość (03.1972 – wersja telewizyjna), Kominiarz Johnny (07.1972), Równy był gość (07.1972), Błękitna rzeka pełna światła, Rock and rolla każdy zna, W klubie (1972), Blues to zawsze blues jest (08.1973), Zawsze znajdziesz sposób (08.1973), Do widzenia Teddy (11.1973 – z rep. L. Jakubczak), Wakacje z deszczem (11.1973 – z rep. L. Jakubczak), Alabama (12.1973 – z rep. L. Jakubczak), Ja to się cieszę byle czym (07.1974), Szósta rano, na trasie (11.1974), Na początku było morze (11.1974), Gdybym złotą rybkę miał (1975), Szósta rano, na trasie (1975 – wersja 2), Sygnał (12.1975), Stompin at the Savoy (12.1975 – wersja telewizyjna), Kiedy świat jest więcej wart (12.1975 – wersja telewizyjna), Rock and roll i ja (12.1975 – wersja telewizyjna), Cały świat jaśnieje (12.1975 – wersja telewizyjna), Stary, dobry rock and roll (06.1976), A przecież taki był (1979), W dobrym tonie (1979), Być we dwoje to dobre, lecz (1979), Jak ten dziadek (1979), Poczułem bluesa (z orkiestrą Alex Band, 1985 – brak danych odnośnie Rozgłośni Radiowej), Fortepian i ja (1985), Ale to będzie zabawa (1985), Hallo czarna (1985), Dobry blues, (1985), Szeląg boogie (1985), Lecz głupiego życia żal (Old Rock Meeting, Sopot 1986)

- PR Wrocław, PR Lublin, PR Warszawa, PR Opole, nagrania prywatne z arch. Przemysława Lisieckiego (nagrania z 1979 roku) – koncertowe z lat 1970–1979[13][14]: Alleluja, przecież kocham ją (VII Jazz nad Odrą, Wrocław 1970), Nas trzech (VII Jazz nad Odrą, Wrocław 1970), Pieprz i sól (I Lubelskie Spotkania Wokalistów Jazzowych, Lublin 1970), Impresja bluesowa (1) (I Lubelskie Spotkania Wokalistów Jazzowych, Lublin 1970), Stara baśń (I Lubelskie Spotkania Wokalistów Jazzowych, Lublin 1970), Stara baśń (I Lubelskie Spotkania Wokalistów Jazzowych Lublin 1971), Rock and roll (II Lubelskie Spotkania Wokalistów Jazzowych, Lublin 1971), Impresja bluesowa (2) (II Lubelskie Spotkania Wokalistów Jazzowych, Lublin 1971), Trochę żal (KFPP Opole 1971), Alleluja, przecież kocham ją (KFPP Opole 1971), Rock and roll (KFPP Opole 1971), Alleluja, przecież kocham ją (KFPP Opole 1972), Inwokacja wędrownego szklarza (KFPP Opole 1972), Rock and rolla każdy zna (KFPP Opole 1972), No Sense in Worrying (Jazz Jamboree 1972), Precious, Precious (Jazz Jamboree 1972), Blues to zawsze blues jest (XI KFPP Opole 1973), Blues to zawsze blues jest (XI KFPP Opole 1973 – wersja 2), Za jasną rzeką (XI KFPP Opole 1973), Człowiek bez swojej gwiazdy (Old Jazz Meeting 1973), Ja to się cieszę byle czym (XII KFPP Opole 1974), Alabama (XII KFPP Opole 1974), Zawsze jeszcze znajdziesz sposób XII KFPP Opole 1974), Rock Around the Clock (XII KFPP Opole 1974), Ja to się cieszę byle czym (XII KFPP Opole 1974 – wersja 2), Don't Think Twice It's All Right (Old Jazz Meeting 1974), Stompin' at the Savoy (Old Jazz Meeting 1974), Stary dobry rock and roll (XIV KFPP Opole 1976), Być we dwoje to dobre, lecz... (Poznań 1979), W dobrym tonie (Poznań 1979), Shake Rattle and Roll (Poznań 1979), What'd I Say (Poznań 1979)